# Magdalena penitente (El Greco, Montserrat)
Magdalena penitente es una pintura atribuida a Doménikos Theotocópuli—el Greco—  realizada hacia 1578, actualmente en el Museo de Montserrat.

## Introducción
En su catálogo razonado de obras del Greco, Harold Wethey distingue cinco modelos sobre el tema de Magdalena penitente. Según este autor, el presente lienzo es una copia autógrafa de la Magdalena penitente (Budapest), considerado el prototipo del modelo III de dicha temática.

## Análisis de la obra

### Datos técnicos y registrales
- Museo de Montserrat. N.R. 200.353;[3]
- Pintura al óleo sobre lienzo;
- Dimensiones: 60 x 45 cm, según Wethey (57 x 44, según el museo);
- Datación: ca.1578-1580, según Wethey (ca.1576–1577, según el museo);
- Catalogado por: Wethey, con el n.º 262, y por Tiziana Frati con la referencia 38-b.[4]

### Descripción de la obra
Harold Wethey considera a esta obra una versión menor, aunque interesante, de la Magdalena penitente (Budapest). En esta tercera versión de dicho tema —y en las dos primeras variantes de La expulsión de los mercaderes— se hallan los únicos ejemplos de erotismo femenino en todo el corpus pictórico del Greco. Efectivamente, a pesar de que Magdalena dirige su mirada hacia el cielo como fuente de salvación, su hombro y su pecho derechos dejan dudas sobre su sinceridad y su determinación de trascender los deseos mundanos.

## Atribución de la obra
Aunque en su catálogo, Wethey lo incluye dentro de las obras auténticas, existen dudas sobre la atribución de este lienzo. En la exposición "El Greco. La mirada de Rusiñol", organizada en 2014 por la Fundación Godia, no estuvo entre las obras seleccionadas, a pesar de que allí se reunía la mayor parte de las pinturas del Greco en los museos catalanes. Según se publicó en la prensa, la dirección del museo tiene algunas dudas sobre su autenticidad.

## Procedencia
- La obra formaba parte de la colección de Alejandro Gallart Folch, quien la adquirió en un mercado de viejo en Madrid por 8.000 pesetas, para decorar su Palau de les Heures, que había sido expoliado durante la Guerra Civil Española por personal de la Generalidad de Cataluña.[8]
- Más adelante, Gallart intercambió esta obra por el Retrato de Lola Ruiz Picasso, de Pablo Picasso con Josep Sala i Ardiz, quien tras su muerte donaría toda su colección al Museo de Montserrat, incluyendo este lienzo.[7]